# Lars Beckman
För andra betydelser, se Lars Beckman (olika betydelser).
Lars Erik Peter Beckman, född 19 september 1967 i Överluleå församling, Norrbottens län, är en svensk politiker (moderat), som var ordinarie riksdagsledamot 2010–2014 och ånyo sedan 2017, invald för Gävleborgs läns valkrets.
Som nytillträdd riksdagsledamot blev Beckman suppleant i skatteutskottet och miljö- och jordbruksutskottet.
Inför riksdagsvalet 2014 gjorde Beckman sig känd som en av fyra riksdagskandidater för Moderaterna som vill införa ett förbud mot tiggeri. Beckman blev inte återvald då Moderaterna tappade ett av sina tre mandat i Gävleborgs läns valkrets. Han återinträdde som riksdagsledamot i februari 2017 efter att Margareta B. Kjellin avlidit.
Beckman har gjort sig känd som mycket aktiv på X (tidigare Twitter).